# Übigauer Allee

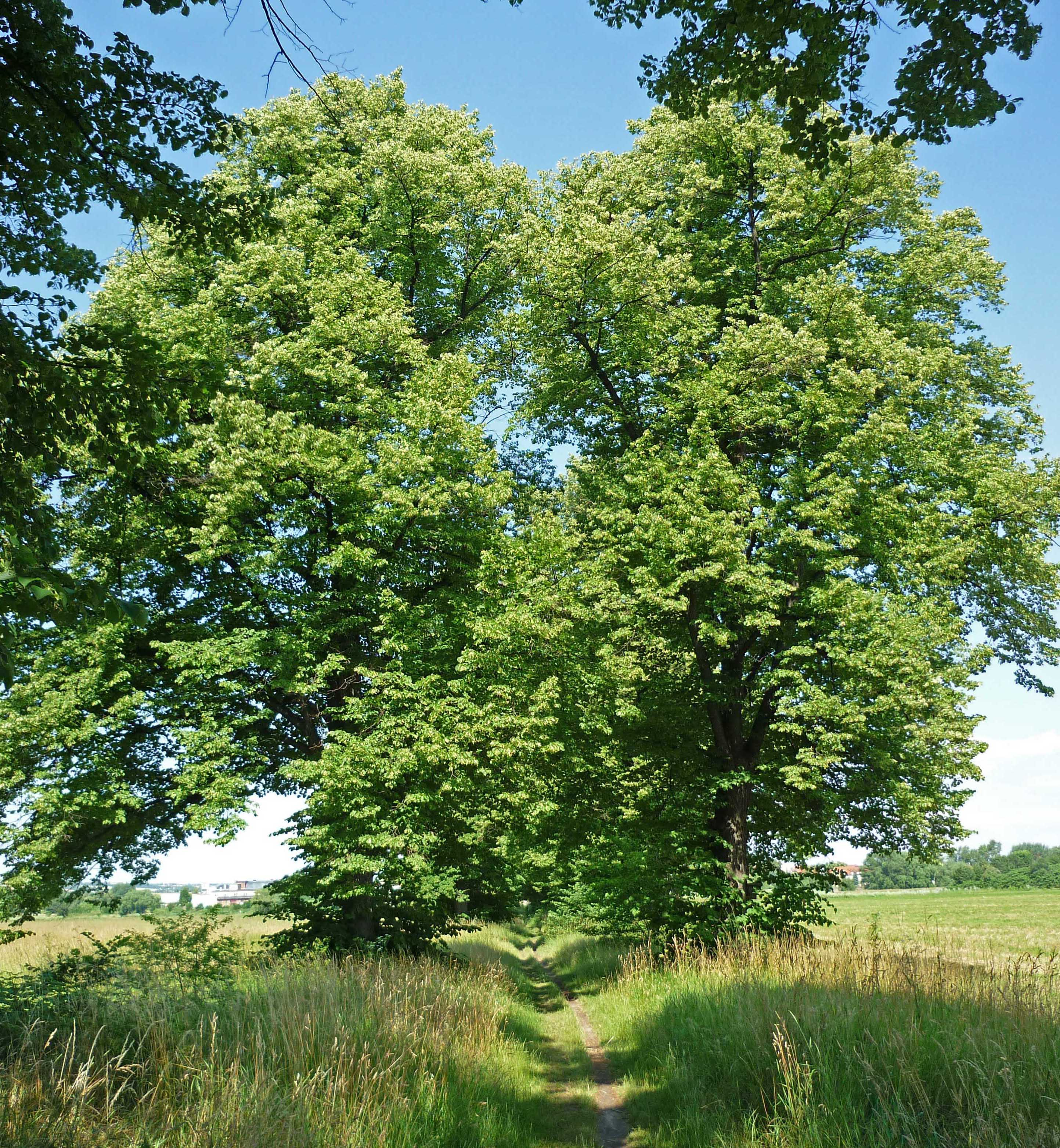
Übigauer Allee

Als Übigauer Allee wird der baumbesäumte Teil des Übigauer Fährwegs im Ostragehege der Dresdner Friedrichstadt bezeichnet. Die von Südosten nach Nordwesten verlaufenden Lindenallee befindet sich in der Hauptachse des auf der anderen Elbseite befindlichen Schlosses Übigau und ist Bestandteil der Kulturlandschaft Dresdner Elbtal. Die um 1725 angelegte Lindenallee ist – neben der nahegelegenen, doppelreihigen Pieschener Allee – eine der ältesten Dresdner Alleen. Sie ist als Kulturdenkmal ausgewiesen, da sie eine wichtige Verbindung von Schloss Übigau in die Landschaft darstellt und von stadtgeschichtlicher und landschaftsgestaltender Bedeutung ist. Am Ende der Allee schließt sich im Elbbogen die als Flächennaturdenkmal geschützte Glatthaferwiese im Ostragehege an.

## Geschichte

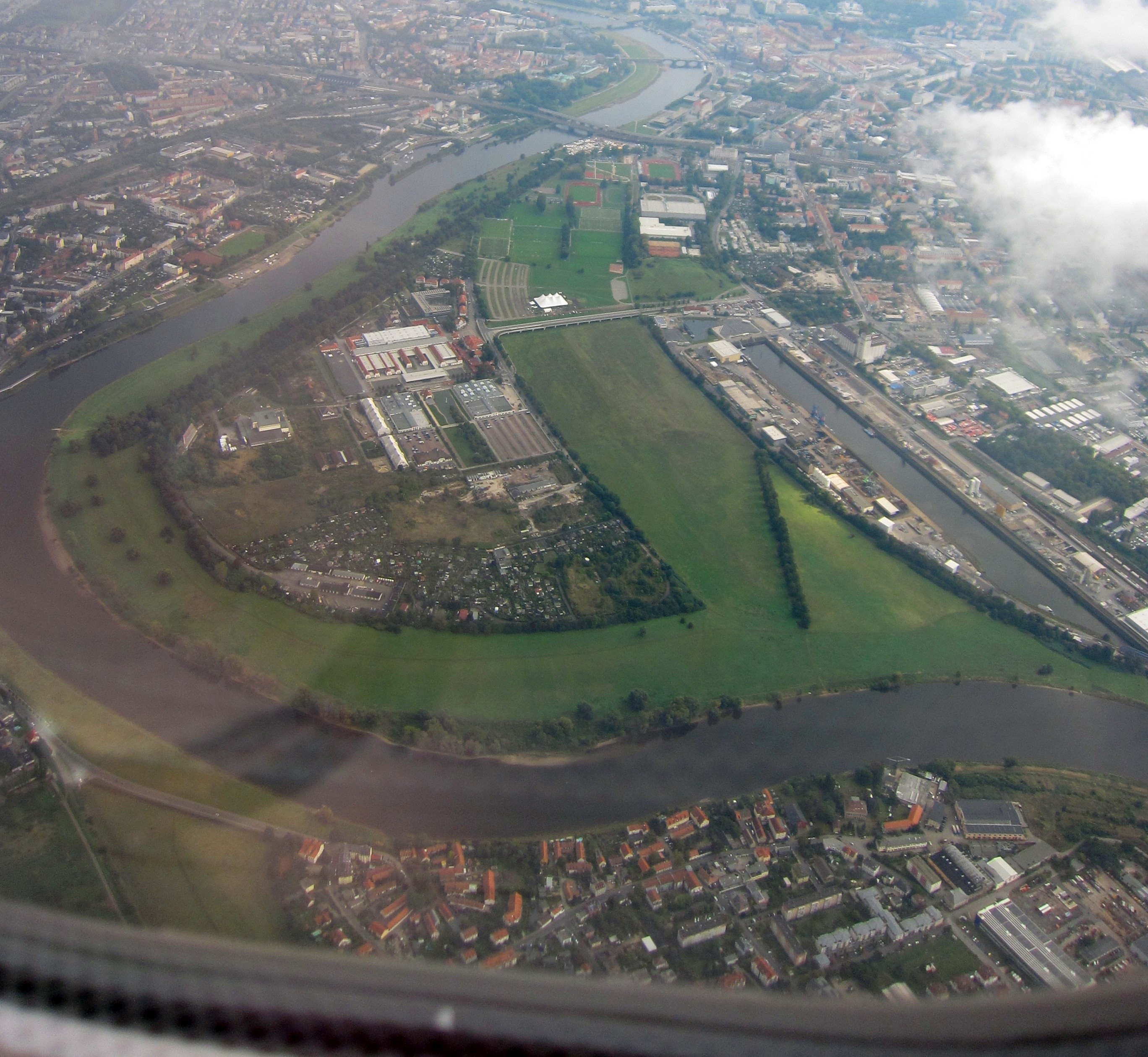
Ostragehege und Dresdner Alberthafen, ostsüdostwärts fotografiert
rechts der Bildmitte: Übigauer Fährweg mit dem Kulturdenkmal Übigauer Allee
links oben der Bildmitte: Pieschener Allee

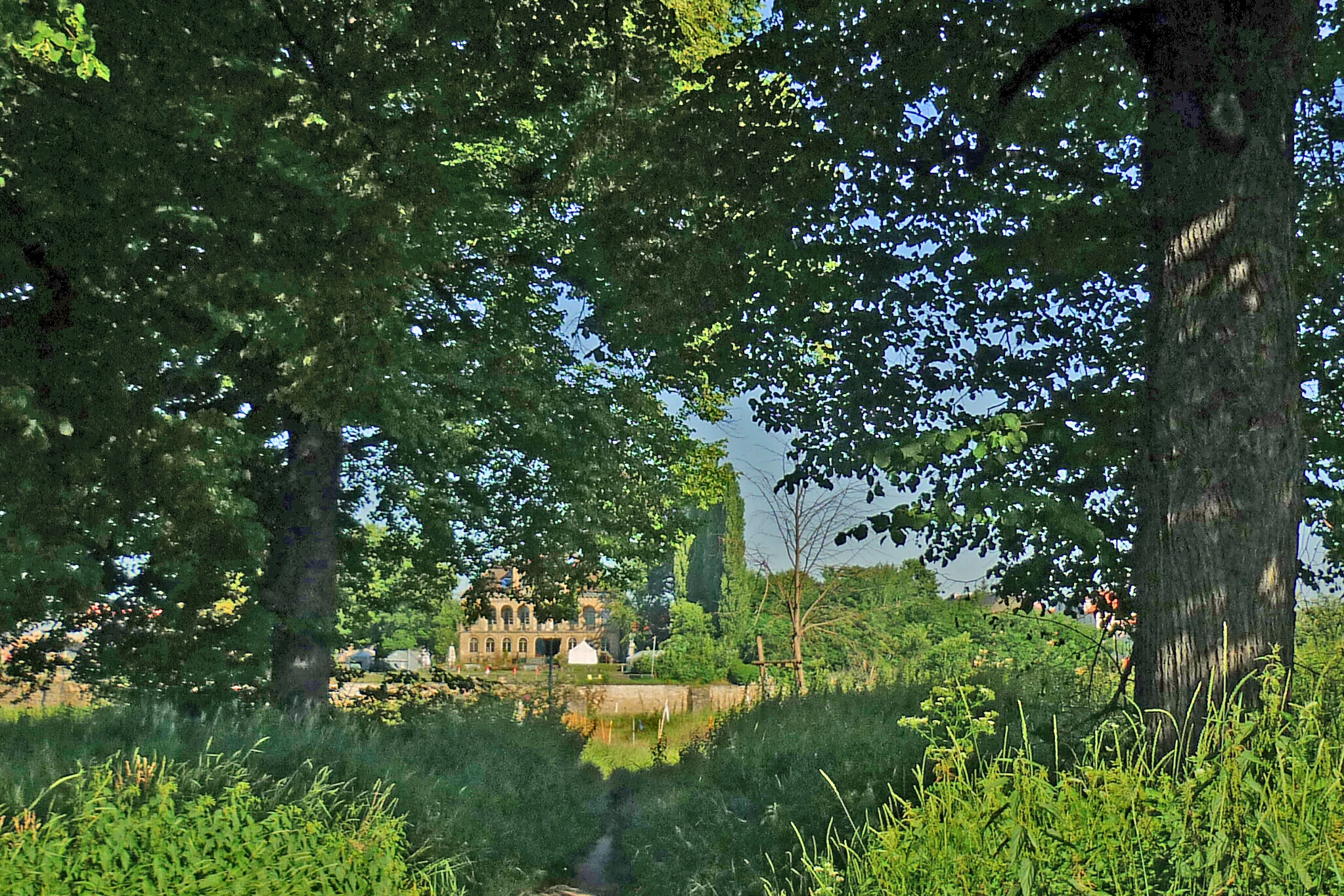
Blick am Ende der Allee auf Schloss Übigau

Anfang des 18. Jahrhunderts wurde der Weg vom Kleinen Ostragehege zur Fährstelle am Elbufer gegenüber des Schlosses Übigau angelegt. Nach Volker Helas war dies 1711 bis 1715 der Fall, nach der Kulturdenkmalliste erfolgte die Anlage der Allee ab 1725. Der damalige Anfang befand sich „gegenüber der heutigen Einmündung des Ostraufers in die Pieschener Allee“, „[optisch] begann sie jedoch schon im Kleinen Ostragehege an der Einmündung des Mühlgrabens in die Elbe.“ Sie begrenzte damit das Ostragehege nach Süden. Aufgrund der beidseitigen Bepflanzung mit einer Reihe Linden erhielt der Fährweg nach Übigau im Volksmund die Bezeichnung Übigauer Allee. Im Mai 1865 wies ein Artikel im Communalblatt darauf hin, dass Parks und Gärten der schlechten Luft städtischer Bebauung entgegenwirken. Es wurde jedoch beklagt, dass sich die Alleen im Ostragehege in einem schlechten Zustand befänden und Nachpflanzungen benötigten, wobei „an der Uebigauer Allee [bereits ein] Anfang zur Besserung gemacht“ war.
Durch den Bau des Alberthafens Ende des 19. Jahrhunderts sowie von Sportstätten ist der mittlere und der östliche Teil der Übigauer Allee heute nicht mehr vorhanden. Die vom Hafenweg abbiegende „kümmerliche Restallee aus Linden […] ins Wiesengelände“ hatte im Jahr 2004 noch etwa 40 Bäume. Dennoch ist der erhaltene Rest der Übigauer Allee wertvoll, zeugt er doch „vom Bestreben des Absolutismus, Landschaftsräume ordnend zu gestalten“.
In Dresden konnte seit 1916 die einzige bekannte Altweltpopulation des nearktischen Bockkäfers Parandra brunnea nachgewiesen werden, so im Ostragehege. Nachdem es nach 1966 keine Dresdner Fundmeldungen mehr gab, konnte Gerhard Katschak die Art im August 2004 erneut nachweisen, unter anderem an der Übigauer Allee.